# Jimmy Choo

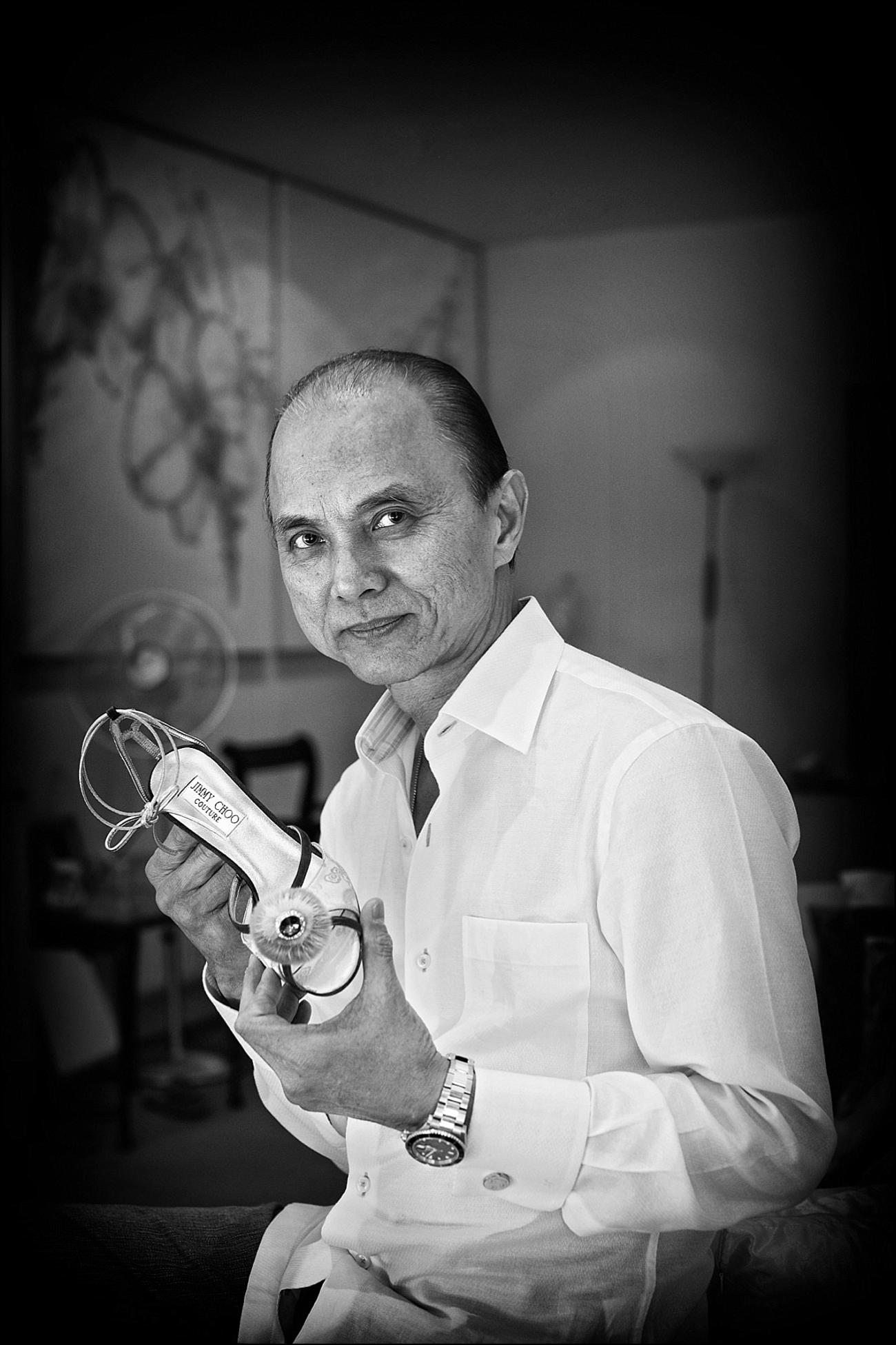
Jimmy Choo (2009)

Jimmy Choo Yeang Keat (ur. 15 listopada 1948 w George Town) – malezyjski projektant mody mieszkający w Wielkiej Brytanii. Jest współzałożycielem firmy Jimmy Choo Ltd, która zasłynęła z ręcznie robionych butów damskich.

## Wczesne życie
Choo urodził się w Penang w Malezji, w rodzinie szewców. Jego prawdziwym nazwiskiem jest Chow, ale w akcie urodzenia został popełniony błąd i wpisano Choo. Studiował w szkole podstawowej Shih Chung w Love Lane w Penang. Ojciec Choo był szewcem, który ręcznie robił wszystkie swoje buty. Nauczył go wszystkiego i w wieku 11 lat Choo zrobił swoją pierwszą parę butów, kapcie. W latach 1982–1984 Choo studiował w Cordwainers Technical College w Hackney (obecnie część London College of Fashion) w Londynie w Anglii. Po ukończeniu studiów został zatrudniony w firmie modowej.

## Droga do kariery
Pozostając w Anglii, Choo otworzył swój pierwszy sklep w Hackney w 1986 roku w starym budynku szpitala. Tworzenie renomy Choo nie trwało długo. W ciągu dwóch lat od otwarcia sklepu buty Choo znalazły się na stronie magazynu Vogue. Wkrótce Choo stał się ulubieńcem świata celebrytów, w szczególności księżnej Diany, która nosiła niemal tylko buty Jimmy’ego Choo. Jednak to jego relacje z Vogue okazały się kluczowe w rozwoju marki Choo. Pomimo wzrostu popularności jego działalność była niewielka, produkując zaledwie 20 ręcznie robionych par butów tygodniowo. Tamara Yeardye Mellon, redaktorka akcesoriów w Vogue, która często zatrudniała Choo do robienia butów na sesje mody, wyczuwała w kreacjach Choo większy potencjał. Zaproponowała mu współpracę w celu stworzenia linii obuwia. Choo i Mellon szybko rozwinęli działalność, koncentrując się na tworzeniu obuwia wysokiej klasy, ale nie polegając już na idei, że każda para musi być wykonana przez samego Choo. W 1996 r. założyli firmę Jimmy Choo Ltd. Zawarli umowy z włoskimi fabrykami i otworzyli swój pierwszy butik w Londynie. Pod koniec lat 90. Choo miał sklepy w Los Angeles i Nowym Jorku oraz szereg sławnych hollywoodzkich gwiazd w gronie klientów, w tym Julię Roberts, Madonnę, Victorię Beckham, Halle Berry, Khloe i Kim Kardashian, Cameron Diaz, Beyonce, Kylie Minogue i Jennifer Lopez.

## Kariera
Na przełomie XX i XXI wieku Jimmy Choo Ltd. było marką globalną, która rozszerzyła swoją działalność do produkcji torebek i innych akcesoriów.
Projekty obuwia Jimmy Choo są kobiece, eleganckie i zmysłowe. Choo lubi używać krystalicznych odcieni, akwareli, jasnopomarańczowego, fuksji i wszelkiego rodzaju luksusowych tkanin w takich kolorach. Oprócz tego do swoich projektów używał szeregu kamieni, od Swarovskiego po naturalne kryształy, jego szpilki zostały opisane jako zabójcze i delikatne. Według Choo buty mogą być jednocześnie wygodne i atrakcyjne.
Choo jest obecnie zaangażowany w planowanie, rozwój i tworzenie obuwniczego instytutu edukacyjnego w swojej ojczyźnie- Malezji. Projektant powrócił do korzeni swojego rzemiosła w londyńskim sklepie, w którym produkuje ręcznie robione buty. Dla projektanta edukacja jest kluczem do sukcesu, a wraz z produkcją obuwia uczy ludzi, jak wytwarzać obuwie luksusowe. Został rzecznikiem British Council, starając się dotrzeć do międzynarodowych studentów, a także ambasadorem edukacji obuwniczej w London College of Fashion.

## Życie osobiste
Jest żonaty z Rebeccą Choo (z domu Choi) z Hongkongu. Para ma syna Danny’ego i córkę Emily. Siostrzenica pary, Lucy Choi, podążyła śladami wuja, zostając projektantką obuwia.
2 lutego 2018 r. Choo i jego projektant Godson Reggie Hung w Cambridge International Art Gallery wystawili wystawę „Genavant – Step to Elegance”.